# José García Rufino
José García Rufino (San Fernando, 1875-Sevilla, 1943) fue un escritor y periodista español.

## Biografía
Nació a mediados de la década de 1870 en la localidad gaditana de San Fernando. Periodista de pluma irónica y mordaz, fundó y dirigió el semanario Don Basilio, de sátira política, y fue colaborador de la revista Blanco y Negro. Fallecido en febrero de  1943 en Sevilla, fue padre de Antonio García Padilla y abuelo de la actriz y cantante Carmen Sevilla.
Poeta, escritor festivo y autor dramático, cultivó la alta comedia, la zarzuela y el drama, en los que puso de manifiesto, en opinión de Francisco Cuenca, «la impetuosidad brava de las pasiones andaluzas, sus amores intensos y sus odios profundos». Según este mismo autor, «su versificación es fácil, correcta e inspirada, distinguiéndose este poeta por sus espirituales dedicaciones a la patria chica a la cual ofrenda con intenso fervor las mejores estrofas de su estro fecundo».  Fue autor de las zarzuelas La canción del trabajo y La sangre española (con F. Palomares del Pino, 1910), además de escribir del sainete La viuda inconsolable (1910). Publicó De la paleta. Cuentos de color (1896), prologados por Salvador Rueda.